# Elena Melián
Elena Melián González (18 aprile 2001) è una nuotatrice artistica spagnola.

## Palmarès
- Mondiali

Gwangju 2019: bronzo nel team highlights
- Europei

Glasgow 2018: bronzo nella gara a squadre libero combinato